# Fluid ounce
Fluid ounce (förkortat fl oz, fl. oz. eller oz. fl.) är en måttenhet för volym som motsvarar ungefär 28,4 ml i Imperialsystemet eller ungefär 29,6 ml i det amerikanska måttsystemet. Ett fluid ounce är inte det samma som ounce, som är en måttenhet för massa. Ibland används beteckningen "flytande uns".
Den här artikeln är helt eller delvis baserad på material från engelskspråkiga Wikipedia, Fluid ounce, 5 januari 2012.